# Gastrochilus ciliaris
Gastrochilus ciliaris là một loài thực vật có hoa trong họ Lan. Loài này được Maek. mô tả khoa học đầu tiên năm 1936.